# بكورية ثنائية اللون
البكورية الثنائية اللون نوع نباتي يتبع جنس البكورية من الفصيلة النجمية.